# 3 карбованці «500-річчя Російської держави (Великий театр)»
500-річчя Російської держави (Великий театр) (рос. 500-летие Российского государства (Большой театр)) — срібна ювілейна монета СРСР вартістю 3 карбованця, випущена 3 вересня 1991 року. 

## Тематика
Історія Великого театру, наскільки велична, настільки ж і заплутана. Великий театр неодноразово горів, відновлювався, перебудовувався, зливалася і роз'єднувалася його трупа. І навіть дати народження у Великого театру дві. Спочатку свої роки Великий театр відраховував від того дня, коли на Театральній площі виник сповнений пишноти восьмиколонний театр з колісницею бога Аполлона над портиком — Великий Петровський театр, будівництво якого стало справжньою подією для Москви початку XIX століття. Прекрасна будівля в класичному стилі, всередині декорована в червоно-золоті тони, за визнанням сучасників, була найкращим театром в Європі і за масштабами поступалася тільки міланському «Ла Скала». Його відкриття відбулося 6 (18) січня 1825 року.
Початок Великому театру поклав губернський прокурор князь Петро Васильович Урусов в 1772 році. 17 (28) березня 1776 послідувало високого дозволу «містити йому театральні всякого роду уявлення, а також концерти, воксале і маскаради, а крім його, нікому ніяких подібних веселощів не дозволяти в усі призначене за привілеї час, щоб йому підриву не було». І своє літочислення Великий театр починає з 17 (28) березня 1776 року. Три роки по тому він подав прохання імператриці Катерині II про видачу десятирічної привілеї на утримання російського театру в Москві, прийнявши на себе зобов'язання побудувати для трупи постійну театральну будівлю. На жаль, перший російський театр у Москві на Великій Петровської вулиці згорів ще до відкриття. Це призвело до занепаду справи князя. Він передав справи своєму компаньйонові, англійцю Михайлу Медоксу — людині діяльній і завзятій. Саме завдяки йому на пустирі, регулярно затоплюваному Неглінкою, всупереч всім пожежам і війнам, виріс театр, з часом втратив свою географічну приставку Петровський і залишився в історії просто як Великий театр.

## Історія
У 1989—1991 роках було випущено серію монет «500-річчя Російської держави» з якістю пруф — 6 срібних монет номіналом у 3 карбованці, 3 паладієвих монет номіналом 25 карбованців, 3 монети номіналом 50 карбованців і 3 монети номіналом 100 карбованців у золоті, а також 3 монети номіналом 150 карбованців у платині. Монети було присвячено історичним подіям, регаліям, пам'ятникам, культурним і політичним діячам, тісно пов'язаних з історією Росії.
Монети карбувалися на Ленінградському монетному дворі (ЛМД).

## Опис та характеристики монети
| Номінал крб. | Метал  | Маса грам | Діаметр мм. | Гурт      | Тираж штук    |
| ------------ | ------ | --------- | ----------- | --------- | ------------- |
| 3            | срібло | 31.1      | 39          | рубчастий | 40.000 (пруф) |

### Аверс
Зверху герб СРСР з 15 витками стрічки, під ним літери «СССР», нижче ліворуч і праворуч риса, під рискою зліва хімічне позначення «Ag» і проба «900» металу з якого зроблена монета, під ними чиста вага дорогоцінного металу «31,1», під рискою праворуч монограма монетного двору «ЛМД», нижче позначення номіналу монети цифра «3» і нижче слово «РУБЛЯ», знизу у канта рік випуску монети «1991».

### Реверс
Ліворуч, зверху і праворуч уздовж канта монети слова «500-ЛЕТИЕ ЕДИНОГО РУССКОГО ГОСУДАРСТВА», в середині на тлі будівлі Великого театру танцююча балерина, нижче квітка, знизу уздовж канта слова «ВЕЛИКИЙ ТЕАТР 1825».

### Гурт
Рубчастий (300 рифлень).

## Автори
- Художник: А. В. Бакланов
- Скульптор: С. М. Іванов